# Initiativen gegen Rechtsextremismus in Deutschland

Tidyman-Symbol gegen Rechtsextremismus

Initiativen gegen Rechtsextremismus in Deutschland sind politische Organisationen und Projekte, die sich gegen Rechtsextremismus in der Bundesrepublik Deutschland richten. Viele davon entstanden seit 1990 als Reaktion auf rassistische und fremdenfeindliche Angriffe und Morde. Schon vorher gab es im Bewusstsein des vorhandenen Neonazismus, Rassismus, Antisemitismus, rechtsextremer Parteien, rechtsextremer Netzwerke, sowie existierendem aber lange verharmlosten Rechtsterrorismus (Einzeltäter-These) und den Todesopfern rechtsextremer Gewalt in der Bundesrepublik Deutschland Initiativen und Organisationen. Bei diesen Gegeninitiativen werden staatliche Präventions- und Repressionsmaßnahmen, wissenschaftliche Analyse, journalistisch publizistische Aufklärung und zivilgesellschaftliche Anstrengungen unterschieden.

## Hintergrund
Nach der Befreiung vom Nationalsozialismus gründeten überlebende Widerstandskämpfer und Verfolgte in der Tradition des Antifaschismus eigene Verbände. Schon 1945 schlossen sich diese in Österreich zum KZ-Verband/Verband der AntifaschistInnen (VdA) zusammen, aus dem das heutige Dokumentationsarchiv des österreichischen Widerstandes (DÖW) hervorging. In Deutschland gründeten 1947 überlebende Gegner und Opfer der nationalsozialistischen Diktatur die Vereinigung der Verfolgten des Naziregimes (VVN, jetzt VVN-BdA).
Maßnahmen der Alliierten des Zweiten Weltkriegs waren die sogenannte Entnazifizierung sowie die Reeducation. Im Kalten Krieg von 1947 bis 1989 gab es erhebliche politische Auseinandersetzungen zwischen der DDR und der Bundesrepublik um die VVN. In der Bundesrepublik galt diese zunächst als Instrument der DDR und der KPD, später der DKP, und wurde daher bekämpft. Seit 2002 gehören zur gesamtdeutschen Vereinigung VVN-BdA auch verschiedene Lagergemeinschaften ehemaliger Häftlinge der Konzentrationslager.
Die am 27. November 1959 erstmals in Karlsruhe gezeigte, auf Initiative von Reinhard Strecker erstellte Ausstellung Ungesühnte Nazijustiz, war Initialzündung für eine der ersten größeren Auseinandersetzungen mit den Kontinuitäten nationalsozialistischer Täter in Nachkriegsdeutschland, wenn auch erstmal nur begrenzt auf den Bereich Justiz. Einige Jahre später folgte die sogenannte Studentenbewegung, besser die Außerparlamentarische Opposition, die postum, trotz aller Heterogenität, zu einer einheitlichen „68er-Bewegung“ verklärt, mit der Auseinandersetzung mit ihrer Elterngeneration und den Kontinuitäten nationalsozialistischer Täter, Anhängern und Opportunisten in allen gesellschaftlichen Bereichen führte. In der Folge entstanden die als Neuen Sozialen Bewegungen bezeichneten Strömungen, in deren Kontext sich auch der Begriff Antifa und entsprechende Gruppen etablierten.
Aufgrund der Kandidatur Franz Josef Strauß’ als Kandidat der CDU/CSU für die Bundeskanzlerschaft bei der Bundestagswahl 1980 kam es zur bundesweiten Stoppt -Strauß!-Kampagne. In dem Kontext entstand die Volksfront gegen Reaktion, Faschismus und Krieg und deren Zeitschrift Antifaschistische Nachrichten. Auch in den 1980er Jahren entstand der SPD nahe Blick nach Rechts.
Als 1986 die Republikaner mit ausländerfeindlichen Parolen („Asylflut“, „Das Boot ist voll“) bei der Landtagswahl in Bayern drei Prozent der Stimmen holten, betrieben auch die Unionsparteien eine Kampagne gegen das Asylrecht. Daraufhin gründete der DGB auf Initiative des Jugendmagazins Ran den Verein Mach meinen Kumpel nicht an!, um Jugendliche in Ausbildungen und Schule für das Engagement gegen Fremdenfeindlichkeit, Rassismus und Rechtsextremismus anzusprechen und Aktionen dagegen zu unterstützen. Der Verein zählt zu den ältesten antirassistischen Organisationen in Deutschland. Sein Logo „Die Gelbe Hand“ fand schnell weite Verbreitung und wurde auch in einem ARD-Tatort durch Götz George bekannt gemacht.
1987 wurde in Berlin das Antifaschistische Infoblatt gegründet, dem folgte als weitere antifaschistische Publikation 1989 in Hannover die Fachzeitschrift Der Rechte Rand.
1990 entstand das Antifaschistische Informations-, Dokumentations- und Archivstelle München, 1991 das Antifaschistische Pressearchiv und Bildungszentrum Berlin.
1992 wurde im Kontext der Debatten im Antifa-Bereich, mit den zwei Positionen „Organisierung ohne Organisation“ und „Organisierung mit Organisation“, von der zweiten Fraktion die Antifaschistische Aktion/Bundesweite Organisation gegründet.
Auf europäischer Ebene wurde 1997 die Europäische Stelle zur Beobachtung von Rassismus und Fremdenfeindlichkeit (EUMC, European Monitoring Centre on Racism and Xenophobia) in Wien gegründet. Deren Aufgabe wurde 2007 durch die Agentur der Europäischen Union für Grundrechte (FRA, European Union Agency for Fundamental Rights) ersetzt und erweitert. Ebenso wurde 1997 das Europäische Netzwerk gegen Rassismus gegründet. Des Weiteren gibt es das Internationale Übereinkommen zur Beseitigung jeder Form von Rassendiskriminierung.
Nach der Wiedervereinigung 1990 kam es vermehrt zu rassistischen Angriffen, Attacken und Pogromen, die auch internationales Aufsehen erregten. Als Reaktion auf die Ausschreitungen in Rostock-Lichtenhagen gab es zahlreiche Demonstrationen, Schweigemärsche und einen Aufruf von Intellektuellen, Künstlern und Politikern. Nach dem Mordanschlag von Mölln (1992), der Einschränkung des Asylrechts 1992 und dem Mordanschlag von Solingen (1993) etablierte sich die Demonstrationsform der Lichterketten. Allein in München und Hamburg beteiligten sich daran rund 800.000 Menschen. In Köln versammelten sich am 9. November 1992 100.000 Menschen zu einem Konzert gegen Rassismus und Neonazismus unter dem Motto „Arsch huh, Zäng ussenander“, um „die weitverbreitete Sprachlosigkeit zu der Entwicklung in unserem Land zu beenden“, und am 13. Dezember 1992 standen zahlreiche Musiker in Frankfurt unter dem Motto „Heute die – morgen du!“ vor etwa 150.000 Menschen auf der Bühne. Rock-gegen-Rechts-Konzerte sind seitdem eine feste Größe bei den Initiativen, die sich gegen Rechtsextremismus engagieren.
Als weitere Initiativen, die sich in dieser Zeit gründeten, sind Selbsthilfegruppen von Betroffenen zu nennen. So gründete sich in Rostock 1992 der Verein Diên Hông – Gemeinsam unter einem Dach. Erstmals gründeten sich auch überparteiliche Aktionsbündnisse wie Bunt statt Braun in Rostock.
Zwischen einigen staatlichen und nichtstaatlichen Gegeninitiativen kam es zu Konflikten und manchmal auch zu Rechtsstreitigkeiten. So strich das bayerische Innenministerium dem 1989 gegründeten Verein a.i.d.a. München 2008 zunächst staatliche Fördergelder und führte die Initiative im Verfassungsschutzbericht auf. Mehrere nichtstaatliche Organisationen halten den Begriff Rechtsextremismus für irreführend, weil dieser die Problematik „als ein Randphänomen“ beschreibe. Die Kritik stützt sich unter anderem auf die Mitte-Studien der Universität Leipzig. Deren Autoren Oliver Decker und Elmar Brähler kamen 2006 zu dem Ergebnis, dass „Rechtsextremismus … ein politisches Problem in der Mitte der Gesellschaft“ sei. Gerade die hohe Zustimmung von „teilweise über 40 % der Befragten“ zu einzelnen rechtsextremen Aussagen zeige die Ungenauigkeit des Begriffs „Rechtsextremismus“ für die politische Analyse.
Mit der Gründung der Front Deutscher Äpfel trat 2004 eine Initiative auf den Plan, die auf Parodie und Satire als Mittel im Kampf gegen Rechts setzt. Eine weitere derartige Initiative ist Storch Heinar. Deren Konzept stößt auch auf Kritik.
In Dresden benutzten Neonazis das jährliche Gedenken an den 13. Februar 1945 zu eigenen Aufmärschen. Dagegen gründete sich im Oktober 2009 das Bündnis Dresden Nazifrei mit dem Ziel, noch mehr Initiativen zu Massenblockaden gegen den Aufmarsch zu bewegen. 2010 wurde so erreicht, dass sich der Aufmarsch von 5000 Neonazis auf eine Standkundgebung vor dem Bahnhof Dresden-Neustadt beschränkte. Auch am 13. und 19. Februar 2011 verhinderten Gegendemonstranten einen Marsch der Rechten. 2014 fand kein Neonaziaufmarsch um den 13. Februar in Dresden statt. Sitzblockaden werden seitdem gegen fast alle Neonaziaufmärsche angewandt.

## Staat
Staatliche Stellen setzten nach den Anschlägen von Rostock, Mölln und Solingen auf akzeptierende Jugendarbeit. Dabei betreuten manche Neonazis als staatlich bezahlte Clubleiter Jugendclubs mit anderen Neonazis. Wegen der Kritik daran wurden die meisten dieser Projekte nach einigen Jahren eingestellt. Seit dem „Aufstand der Anständigen“ (2000) gründeten sich zahlreiche Initiativen gegen deutschen Rechtsextremismus. 

### Bundesprogramme
Seit 2001 werden diverse Aktionsprogramme durch Zuwendungen aus verschiedenen Bundesprogrammen unterstützt.

#### Programme des Bundesministerium für Familie, Senioren, Frauen und Jugend
Das Bundesministerium für Familie, Senioren, Frauen und Jugend (BMFSFJ) bzw. das Bundesamt für Familie und zivilgesellschaftliche Aufgaben gründeten, finanzierten und begleiteten seit 1990 folgende Programme:

##### Bereits beendete Programme des BMFSFJ
- Aktionsprogramm gegen Aggression und Gewalt (AgAG; 1992 bis 1996)
- Jugend für Toleranz und Demokratie (2001 bis 2006) mit den Teilprogrammen:

- CIVITAS, ein Präventionsprogramm für Ostdeutschland
- Entimon
- Xenos (2001 bis 2007)

- Vielfalt tut gut (Januar 2007 bis 2010)
- Kompetent für Demokratie (September 2007 bis 2010)
- Xenos – Integration und Vielfalt (2008 bis 2014). Dieses Programm gehörte zum nationalen Integrationsplan der Bundesregierung, in Kooperation mit dem Europäischen Sozialfonds (ESF)[23] und war ein Nachfolgeprogramm des Programms Xenos. Es gliederte sich in die Teilprogramme Xenos I (2008 bis 2011) und Xenos II (2009 bis 2014).[24]
- Toleranz fördern – Kompetenz stärken (2011 bis 2014)

Wolfgang Frindte und Siegfried Preiser zogen 2007 eine ernüchternde Bilanz der bis dahin laufenden Aktionsprogramme und Präventionsansätze gegen Rechtsextremismus in Deutschland. Die Bundesprogramme wurden daraufhin in veränderter Form weiter fortgeführt.

##### Aktuell laufende Programme des BMFSFJ
- Programm "Demokratie leben!" - Das Bundesprogramm "Demokratie leben!" des BMFSFJ arbeitet seit 2015 aktiv gegen Rechtsextremismus, Gewalt und Menschenfeindlichkeit. Stand Mai 2025 fördert  das Bundesprogramms "Demokratie leben!" ungefähr 577 Projekte und Partnerschaften.[26]
  - Partnerschaften für Demokratie - In ganz Deutschland werden Städte, Gemeinden und Landkreise dabei unterstützt, im Rahmen von lokalen Partnerschaften für Demokratie Handlungskonzepte zur Förderung von Demokratie und Vielfalt und gegen Extremismus zu entwickeln und umzusetzen. Die 333 Partnerschaften für Demokratie (Stand: Mai 2025) bilden ein deutschlandweites Gesamtnetzwerk.[27]

- Das BIKnetz – Präventionsnetz gegen Rechtsextremismus, gegründet vom Bundesministerium für Familie, Senioren, Frauen und Jugend.[28][29] (seit 2013).

Nach der Bundestagswahl 2013 wurden die unter der Verwaltung des Bundesministerium für Familie, Senioren, Frauen und Jugend befindlichen Bundesprogramme neu geordnet und benannt. Das zentrale Bundesprogramm heißt nun Demokratie leben. Im Juli 2016 kündigten Bundesfamilienministerin Manuela Schwesig und Bundesinnenminister Thomas de Maizière den Ausbau und die Verstetigung der Programme an. Am 8. November 2016 wurde in Berlin ein gemeinsamer Demokratiekongress der Bundesprogramme „Demokratie leben!“ und „Zusammenhalt durch Teilhabe“ abgehalten. Am Morgen des Kongresses gab Manuela Schwesig dem Deutschlandfunk ein Interview, in dem sie für 2017 die Verdopplung der Finanzen der Bundesprogramme auf 100 Millionen Euro (0,3 Promille des Bundeshaushalts) ankündigte.
Der Deutsche Bundestag beriet am 16. März 2023 einen Gesetzentwurf der Bundesregierung zur „Stärkung von Maßnahmen zur Demokratieförderung, Vielfaltgestaltung, Extremismusprävention und politischen Bildung“ beraten. Er beinhaltet die Durchführung bundeseigener Maßnahmen sowie die Förderung von Maßnahmen Dritter, sofern sie von überregionaler Bedeutung sind und in erheblichem Bundesinteresse liegen. Im Anschluss an die Aussprache wurde der Gesetzentwurf in die Ausschüsse überwiesen.

#### Weitere Bundesprogramme
Die folgenden weiteren Einrichtungen des Bundes befassen sich mit dem Thema Rechtsextremismus:
- das jugendschutz.net, das zusammen mit der Bundeszentrale für politische Bildung ab und zu Jahresbilanz-Pressekonferenzen hält und mit mindestens 500 000 € gefördert wird.
- das Bündnis für Demokratie und Toleranz (BfDT). Diese Vernetzungsplattform wurde 2000 vom Bundesministerium des Innern und Bundesministerium der Justiz gegründet.[36]
- das Forum gegen Rassismus[37] des Bundesinnen- und Justizministeriums
- seit 2006 die Antidiskriminierungsstelle des Bundes.
- Zusammenhalt durch Teilhabe (ab September 2010). Dies ist ein Programm des Bundesministerium des Innern, für Bau und Heimat (BMI).
- Toleranz fördern – Kompetenz stärken. Dieses Bundesprogramm löste die Vorgängerprogramme der Bundesregierung gegen Rechtsextremismus 2011 ab.[38] Im Bundeshaushalt 2012 waren dafür 29 Millionen Euro veranschlagt.[39] Daraus wurde unter anderem das Projekt komplex – Kommunikationsplattform gegen Rechtsextremismus in Rheinland-Pfalz finanziert. Nachdem 2011 der „Nationalsozialistische Untergrund“ aufflog, richtete die Bundesregierung ein Gemeinsames Extremismus- und Terrorismusabwehrzentrum ein.

### Landesprogramme
Neben dem Bund fördern auch die Bundesländer Initiativen gegen Rechtsextremismus:

#### Baden-Württemberg
Das „Demokratiezentrum“  in Baden-Württemberg fördert folgende Initiativen:
- Fachstelle „mobirex – Monitoring, Bildung, Information zur extremen Rechten und gruppenbezogener Menschenfeindlichkeit“
- Fachstelle „kompetent vor Ort. Gegen Rechtsextremismus“
- Fach- und Beratungsstelle für Betroffene von rechter, rassistischer und antisemitischer Gewalt – LEUCHTLINIE
- FEX – Fachstelle Extremismusdistanzierung

#### Bayern
- Bayerisches Bündnis für Toleranz

#### Berlin
- Landesstelle für Gleichbehandlung – gegen Diskriminierung[41] Maßnahmen gegen Rechtsextremismus, Rassismus und Antisemitismus
  - Landeskonzeption[42]
  - Landesprogramm „Demokratie. Vielfalt. Respekt. Gegen Rechtsextremismus, Rassismus und Antisemitismus.“[43]
  - Landesdemokratiezentrum[44]
  - Landesaktionsplan[45]
  - Städtekoalition[46]
  - EU-Projekte[47]
  - Beratungsnetzwerk[48]
  - Ratschlag[49]
- Stark gemacht! Jugend nimmt Einfluss – Jugend Demokratiefonds Berlin[50]
  - Pressespiegel[51]
  - Linkliste Projekte gegen Rechtsextremismus[52]
- Zivilgesellschaft Berlin[53]

#### Brandenburg
- Handlungskonzept „Tolerantes Brandenburg“[54]

#### Bremen
- Jugend für Demokratie, Menschenrechte und Toleranz – gegen Rassismus und Fremdenfeindlichkeit

#### Hamburg
- Stadt mit Courage – Landesprogramm zur Förderung demokratischer Kultur, Vorbeugung und Bekämpfung von Rechtsextremismus[55]

#### Hessen
- Demokratiezentrum Hessen (in der Philipps-Universität Marburg)[56]
  - beratungsNetzwerk hessen – Mobile Intervention gegen Rechtsextremismus[57]
  - Aussteigerprogramm – IKARus[58]
  - Programm für Jugendliche, die in die Szene hineinzurutschen drohen – „Rote Linie – Hilfen zum Ausstieg vor dem Einstieg“[59]

#### Mecklenburg-Vorpommern
- Demokratie und Toleranz gemeinsam stärken!

#### Niedersachsen
- Aussteigerhilfe Rechts,[60] Hilfen zum Ausstieg aus der rechtsextrem orientierten Szene, landesweit zuständiges Aussteigerprogramm
- Aktion Neustart,[61] Aussteigerprogramm des Niedersächsischen Verfassungsschutzes, hier erhalten Menschen Beratung und Unterstützung für ihren Ausstieg aus der rechtsextremistischen Szene

#### Nordrhein-Westfalen
- Aussteigerprogramm Rechtsextremismus
- Dortmund für Vielfalt, Toleranz und Demokratie

#### Rheinland-Pfalz
- Beratungsnetzwerk gegen Rechtsextremismus in Rheinland-Pfalz[62]
  - Komplex – Beratungsplattform für Jugendliche, Eltern und „Fachkräfte“[63]
  - Aussteigerprogramm – (R)Auswege[64]
  - Programm für Jugendliche, die in die Szene hineinzurutschen drohen – Rückwege[65]

#### Saarland
- Beratungsnetzwerk gegen Rechtsextremismus im Saarland

#### Sachsen
- Weltoffenes Sachsen für Demokratie und Toleranz;
- seit 2011: Operatives Abwehrzentrum

#### Schleswig-Holstein
- Landesprogramm zur Demokratieförderung und Rechtsextremismusbekämpfung

#### Thüringen
- Denk bunt - Thüringer Landesprogramm für Demokratie, Toleranz und Weltoffenheit
  - Netzwerk Demokratiebildung in Thüringen[66]

#### Unterschiede der Landesprogramme in den alten und neuen Bundesländern
Eine Studie der Amadeu Antonio Stiftung von 2014 kommt zu dem Schluss, dass eine deutliche Schieflage zwischen der staatlichen Förderung des Engagements gegen Rechtsextremismus zwischen den alten und den neuen Bundesländern zu erkennen sei. Während beispielsweise in Ostdeutschland eine flächendeckende zentrale Beratungsstruktur für Opfer rassistischer Gewalt aufgebaut wurde, gäbe es in Westdeutschland nur einen Flickenteppich von punktuell geförderten Programmen, der noch immer viele Regionen nicht abdecke. Auch in der öffentlichen Wahrnehmung rassistischer Gewalt existiere noch immer ein Gefälle: Während es in den neuen Ländern gelungen sei, rassistische Gewalt auch öffentlich und in größerem Rahmen zu thematisieren und diskutieren, tauche dies in westdeutschen Medien fast nur auf lokaler Ebene auf. Bei rassistischer Gewalt werde noch immer nach Ostdeutschland verwiesen.

### Bundes- und Landeszentralen für politische Bildung
Die Bundeszentrale für politische Bildung (BpB) bietet Aufklärung zum Thema Rechtsextremismus und damit verwandten Themen an, fördert unter anderem das Bundesprogramm Zusammenhalt durch Teilhabe und beteiligt sich an der Präventionsarbeit gegen Rechtsextremismus.
Die BpB stellt eine Datenbank der Initiativen gegen Rechtsextremismus zur Verfügung. Dort können sich Initiativen eintragen lassen, die sich gegen Rechtsextremismus engagieren oder die Hilfe zu konkreten Fragen und Problemen anbieten. Im Februar 2014 umfasste diese Datenbank 213 detaillierte Einträge zum Thema.
Die „Initiativentypen“ dort werden in folgende Gruppen unterschieden:
- Ausstiegshilfen
- Information, Dokumentation und Bildung
- Jugendarbeit
- Lokale und regionale Initiativen
- Online-Initiativen
- Opferberatung
- Überregional tätige Bündnisse
- Vernetzung und Bündelung
- Weitere Initiativen

Die Landeszentralen für politische Bildung organisieren ähnliche, eigene Aktivitäten. Es gibt sie in jedem Bundesland. Die 1955 gegründete Niedersächsische Landeszentrale für politische Bildung wurde 2004 vom Kabinett Wulff I aufgelöst und erst nach dem politischen Wechsel 2016 wiedereröffnet.

### Antisemitismusbekämpfung
Zahlreiche Antisemitismus-Beauftragte wurden auf Bundes- und Landesebene berufen.
Am 15. Oktober 2019 brachte der Freistaat Bayern einen Gesetzesantrag ein, mit dem die Strafzumessung bei antisemitischen Straftaten verschärft werden soll. Der Entwurf sieht vor, die Regelung zur Strafzumessung in § 46 Absatz 2 Satz 2 StGB um antisemitische Beweggründe und Ziele als ein weiteres Beispiel für menschenverachtende Tatmotivationen zu ergänzen. Bisher umfasste der Gesetzestext „rassistische, fremdenfeindliche oder sonstige menschenverachtende Beweggründe“. Der Antrag wurde nach Annahme durch den Bundesrat am 29. November 2019 am 8. Januar 2020 dem Bundestag vorgelegt. Die Bundesregierung unterstützt das Anliegen des Gesetzentwurfs.

### Parteien und Parteistiftungen
- Bündnis 90/Die Grünen
  - Heinrich-Böll-Stiftung Dossier: Rassismus und Rechtspopulismus[77]
  - Gemeinsam gegen Rechtsextremismus[78]
  - Bundestagsfraktion Bündnis 90/Die Grünen Rechtsextremismus[79]
  - Bündnis 90/Die Grünen im Bayerischen Landtag Rechtsextremismus[80]
  - Grüne Landtagsfraktion NRW Gegenrechts[81]
  - Bündnis 90/Die Grünen Düsseldorf GRÜNE gegen Rechts[82]
  - Grüne Jugend Argumente gegen Rechts[83]
- Die Linke
  - Antifaschismus und Antirassismus[84]
  - Fraktion DIE LINKE. im Bundestag – Rechtsextremismus[85]
  - Rosa-Luxemburg-Stiftung Neonazismus/Ideologien der Ungleichwertigkeit[86]
- SPD
  - Friedrich-Ebert-Stiftung – Projekt gegen Rechtsextremismus[87]
  - FES-Forum Berlin: Projekt gegen Rechtsextremismus[88]
  - Expertisen für Demokratie
  - FES Niedersachsen Gegen Rechts[89]
- Jusos
  - Endstation Rechts, fusioniert mit dem ehemaligen „Blick nach Rechts“, Storch Heinar, Endstation Rechts Bayern

### Bündnis für Demokratie und Toleranz
Eine weitere umfassende Auflistung von Initiativen „für Demokratie und Toleranz – gegen Extremismus und Gewalt“ existiert auf der Website des Bündnisses für Demokratie und Toleranz.
Diese Initiativen werden zum Teil durch staatliche Gelder finanziert.
Des Weiteren gibt es die Regionalen Arbeitsstellen für Bildung, Integration und Demokratie e. V. die über ihre Bundesarbeitsgemeinschaft (BAG) koordiniert werden.

## Wissenschaft
Kategorie:Rechtsextremismusforscher

### Zentren, Archive, Gewerkschaften und Institute
- Das Deutsche Jugendinstitut in Halle (Saale) forscht zur Demokratieförderung und Extremismusprävention.[92]
- Dissens – Institut für Bildung und Forschung e.V. ist ein Bildungs-, Beratungs-, und Forschungsinstitut in Berlin, welches sich mit Geschlechterverhältnissen und Neonazismus und dessen Prävention beschäftigt.[93][94]

- Andreas Hechler
- Olaf Stuve
- Katharina Debus
- Vivien Laumann
- Bernard Könnecke
- Klaus Schwerma
- Juliane Lang

- Das Dokumentationsarchiv des österreichischen Widerstandes
  - Andreas Peham
- Das Duisburger Institut für Sprach- und Sozialforschung

- Martin Dietzsch
- Sebastian Friedrich
- Margarete Jäger
- Siegfried Jäger
- Helmut Kellershohn
- Michael Lausberg
- Alfred Schobert (1963–2006)
- Regina Wamper

- Das European Consortium for Political Research[95][96][97]
- Das Forschungsnetzwerk Frauen und Rechtsextremismus[98]
- An der Freien Universität Berlin
  - Richard Faber
  - Hajo Funke
  - Richard Stöss
  - Wolfgang Wippermann
- Das Fritz Bauer Institut in Frankfurt (Main)
- Die Gewerkschaft Erziehung und Wissenschaft (GEW) ist ein Zusammenschluss aus Menschen, die in pädagogischen und wissenschaftlichen Berufen arbeiten, welche sich aktiv gegen Rechts positionieren.[99]
- Das Göttinger Institut für Demokratieforschung
- Das Hamburger Institut für Sozialforschung
- Die Hochschule Düsseldorf
  - Der Forschungsschwerpunkt Rechtsextremismus/Neonazismus (FORENA),[100] früher Arbeitsstelle Neonazismus
    - Alexander Häusler
    - Fabian Virchow
- Die Humboldt-Universität zu Berlin
  - Das Zentrum für transdisziplinäre Geschlechterstudien beschäftigt sich mit der Rechtsextremismusprävention im Zusammenhang mit Gender.[101]
  - Ringvorlesung Rechtsextremismus (2023/2024)[102]
- Das Institut für Demokratie und Zivilgesellschaft (IDZ) – Thüringer Dokumentations- und Forschungsstelle gegen Menschenfeindlichkeit
  - Matthias Quent
- Technischen Universität Berlin
  - Das Institut für Protest- und Bewegungsforschung (i. G.)[103]
  - Das Zentrum für interdisziplinäre Frauen- und Geschlechterforschung beschäftigt sich mit der Rechtsextremismusprävention im Zusammenhang mit Gender.[101]
- Das Institut für Rechtsextremismusforschung (IRex)[104] an der Universität Tübingen
  - Rolf Frankenberger[105]
- Das Institut für Zeitgeschichte in München
- Das Moses Mendelssohn Zentrum für europäisch-jüdische Studien
  - Gideon Botsch
- Stiftung SPI – Sozialpädagogisches Institut Berlin

- Universität Bielefeld
  - Das Institut für interdisziplinäre Konflikt- und Gewaltforschung (IKG)
    - Wilhelm Heitmeyer
    - Jost Reinecke
    - Andreas Zick
    - Fachstelle für Fußball und Konflikt[106]

- Universität Bremen
  - Profs gegen Rechts[107]
  - "Gefährdete Demokratie" Ringvorlesung gegen Rechtsextremismus[107]
- Universität Kassel
  - Kasseler Ringvorlesung gegen Rechtsextremismus[108]
- Universität Leipzig
  - Das Simon-Dubnow-Institut
  - Die SINUS-Studie zum Rechtsextremismus
- Das Villigster Forschungsforum zu Nationalsozialismus, Rassismus und Antisemitismus
  - Volker Weiß
- Das Wiener Wiesenthal Institut für Holocaust-Studien
  - Anton Pelinka
- Das Wissenschaftszentrum Berlin für Sozialforschung
- Das Zentrum für Antisemitismusforschung

- Alice Brauner
- Bernward Dörner
- Rainer Erb
- Günther Jikeli
- Michael Kohlstruck
- Helmut Tausendteufel
- Peter Ullrich

### Studentische Initiativen
- Viele Allgemeine Studierendenausschüsse (AStA) unterschiedlicher Orte sind gegen Rechtsextremismus positioniert. Einige AStA veranstalten Festivals gegen Rassismus[109] und Gedenkwochen an die Opfer des Nationalsozialismus[110],bieten antifaschistische AGs an[111] oder informieren und beziehen Stellung zu rechtsextremen Vorgängen in eigenen Zeitschriften.[112]
- Studis gegen Rechts. Studis gegen Rechts ist eine studentische Initiative, welche in 35 deutschen Städten vertreten ist (Stand: Mai 2025).[113]

- Der freie zusammenschluss von student*innenschaften (fzs) e.V. ist ein Dachverband mit Antifaschistischen und antirechtsextremistischen Positionen.[114]

### Wissenschaftliche Zeitschriften
- RadiX – Zeitschrift für Radikalisierungsforschung und Prävention[115]
- Die Zeitschrift Wissenschaft & Frieden ist eine interdisziplinäre Wissenschaftszeitschrift für Friedensforschung, Friedenspolitik und Friedensbewegung, welche sich feministisch und antirechtsextremistisch positioniert.[116]
- ZRex – Zeitschrift für Rechtsextremismusforschung[117]

### Personen
- Elmar Brähler er betreut die Mitte-Studien (Untersuchungen zum Rechtsextremismus)
- Micha Brumlik
- Christoph Butterwegge
- Oliver Decker, Vorstandssprecher des Kompetenzzentrums für Rechtsextremismus- und Demokratieforschung an der Universität Leipzig, leitet seit 2002 die Mitte-Studien
- Oliver Geden
- Wolfgang Gessenharter
- Roger Griffin
- Clemens Heni
- Gudrun Hentges
- Hans-Gerd Jaschke
- Günther Jikeli
- Andreas Kemper
- Christoph Kopke
- Matthias Küntzel
- Martin Langebach ehemals Forena nun Bundeszentrale für politische Bildung
- Claus Leggewie Direktor des Kulturwissenschaftlichen Instituts Essen und Mitherausgeber der Blätter für deutsche und internationale Politik
- Michael Minkenberg
- Gunter A. Pilz
- Sven Reichardt
- Lars Rensmann
- Samuel Salzborn
- Britta Schellenberg
- Klaus Theweleit
- Andreas Umland
- Michael Wildt

## Medien

### Rundfunk, Presse und neue Medien
| Titel                                                                                           | Herausgeber                                                                                          | Medium   | Sorte, Gattung, Genre                         |
| ----------------------------------------------------------------------------------------------- | --- | -------- | --------------------------------------------- |
| Rechter Terror                                                                                  | MDR                                                                                                  | Rundfunk |                                               |
| Politmagazin                                                                                    | | Rundfunk | Magazin                                       |
| quer (BR)                                                                                       | BR                                                                                                   | Rundfunk | Magazin                                       |
| extra 3                                                                                         | NDR                                                                                                  | Rundfunk | Politsatiremagazin                            |
| Terrorismus in Deutschland                                                                      | SWR                                                                                                  | Rundfunk |                                               |
| Rassismus                                                                                       | Tagesschau / ARD                                                                                     | Rundfunk |                                               |
| freie-radios.net                                                                                | Audioportal Freier Radios                                                                            | Rundfunk |                                               |
| Gefahr von rechts                                                                               | Blätter für deutsche und internationale Politik                                                      | Presse   | Dossier                                       |
| „Neue Rechte“                                                                                   | Correctiv                                                                                            | Presse   |                                               |
| Rechtsextremismus                                                                               | Der Spiegel                                                                                          | Presse   |                                               |
| Rechtsextremismus                                                                               | Der Stern                                                                                            | Presse   |                                               |
| Rechtsextremismus                                                                               | Der Tagesspiegel                                                                                     | Presse   |                                               |
| Rechtsextremismus                                                                               | die tageszeitung                                                                                     | Presse   |                                               |
| Rechtsextremismus - 30 Tage oben rechts                                                         | Die Zeit                                                                                             | Presse   | Serie                                         |
| Rechtsextremismus, NSU-Prozess - Störungsmelder                                                 | Die Zeit                                                                                             | Presse   | Blog                                          |
| antifa.                                                                                         | Vereinigung der Verfolgten des Naziregimes – Bund der Antifaschistinnen und Antifaschisten (VVN-BdA) | Presse   | Zeitschrift                                   |
| Antifaschistische Nachrichten                                                                   | GNN-Verlage                                                                                          | Presse   | Zeitschrift                                   |
| Antifaschistisches Infoblatt                                                                    | | Presse   | Magazin                                       |
| Apabiz Monitor                                                                                  | Antifaschistisches Pressearchiv und Bildungszentrum Berlin                                           | Presse   |                                               |
| Apabiz Magazine                                                                                 | Antifaschistisches Pressearchiv und Bildungszentrum Berlin                                           | Presse   | Magazin                                       |
| Apabiz Bücher und Broschüren                                                                    | Antifaschistisches Pressearchiv und Bildungszentrum Berlin                                           | Presse   | Bücher / Broschüren                           |
| Blätter für deutsche und internationale Politik                                                 | | Presse   | Zeitschrift                                   |
| Der Rechte Rand                                                                                 | | Presse   | Magazin                                       |
| Handbuch Rechtsradikalismus                                                                     | | Presse   | Handbuch                                      |
| Journal EXIT-Deutschland                                                                        | | Presse   | Journal                                       |
| Jungle world                                                                                    | | Presse   | Zeitung                                       |
| konkret                                                                                         | | Presse   | Zeitschrift                                   |
| Lotta                                                                                           | | Presse   | Zeitschrift                                   |
| NRW Rechtsaußen                                                                                 | Lotta.                                                                                               | Presse   |                                               |
| Phase 2                                                                                         | | Presse   | Zeitschrift                                   |
| telegraph                                                                                       | | Presse   | Zeitschrift                                   |
| Unheilige Allianzen                                                                             | Unrast Verlag                                                                                        | Presse   | Buch                                          |
| Das Versteckspiel – Lifestyle, Symbole und Codes von neonazistischen und extrem rechten Gruppen | | Presse   |                                               |
| ZECKO – Antifaschistisches Lifestyle-Magazin                                                    | | Presse   | Magazin                                       |
| Antifa-Net                                                                                      | | Online   | Plattform                                     |
| Magazin of Color                                                                                | | Online   | Plattform                                     |
| e:XO – Onlineberatung im Bereich Rechtsextremismus                                              | BackUp-ComeBack e. V.                                                                                | Online   |                                               |
| Burschenschafter gegen Neonazis                                                                 | | Online   |                                               |
| dahamist                                                                                        | | Online   | Blog                                          |
| Entgrenzt: transeuropäische Perspektiven auf die extreme Rechte                                 | Informations- und Dokumentationszentrum für Antirassismusarbeit e. V. (IDA)                          | Online   |                                               |
| Diskursatlas Antifeminismus                                                                     | | Online   | Lexikon                                       |
| Gegenrede                                                                                       | | Online   | Nachrichten, Berichte, Analysen zur Uckermark |
| Online-Beratung gegen Rechtsextremismus                                                         | Gegen Vergessen – Für Demokratie                                                                     | Online   |                                               |
| haGalil                                                                                         | | Online   | Magazin                                       |
| Hass hilft                                                                                      | Zentrum Demokratische Kultur                                                                         | Online   | Spendenaktion                                 |
| Holocaust-Referenz Argumente gegen Auschwitzleugner                                             | | Online   |                                               |
| Inforiot                                                                                        | | Online   | Info-Portal Brandenburg                       |
| Kein Raum für Rechts                                                                            | | Online   |                                               |
| neuerechte.org                                                                                  | | Online   |                                               |
| Nizkor Project                                                                                  | Kenneth McVay                                                                                        | Online   |                                               |
| Oire Szene                                                                                      | | Online   | Blog                                          |
| Rechte Jugendbünde                                                                              | | Online   |                                               |
| Rechtsdrall                                                                                     | | Online   | Blog                                          |
| Ruhrbarone                                                                                      | | Online   | Blog                                          |
| Vice                                                                                            | | Online   | Magazin                                       |

### Zusammenschluss
- Civis Medienstiftung

### Autoren, Journalisten, Schriftsteller
- Ramona Ambs
- Thomas Assheuer
- Stefan Aust
- Maik Baumgärtner[157]
- Pascal Beucker
- Martin Büsser (1968–2010)
- Bernt Engelmann (1921–1994)
- Margret Feit
- Thomas Frickel
- Andreas Förster
- Rainer Fromm
- Christian Fuchs
- Philipp Gessler
- Kurt Hirsch (1913–1999)
- Franziska Hundseder
- Heike Kleffner
- Otto Köhler
- Thomas Kuban
- Dirk Laabs
- Anton Maegerle
- Dieter Maier (Friedrich Paul Heller)
- Matthias Meisner
- Paul Middelhoff
- Karl Pfeifer
- Annette Ramelsberger
- Andrea Röpke
- Evelyn Roll
- Lea Rosh
- Uwe-Karsten Heye
- Frank Jansen
- Ernst Klee (1942–2013)
- Ulrich Neumann
- Wolfgang Purtscheller (1955–2016)
- Hans Sarkowicz
- Burkhard Schröder
- Oliver Schröm
- Arne Semsrott
- Andreas Speit
- Toralf Staud
- Olaf Sundermeyer
- Wolf Wiedmann-Schmidt
- Naomi Wolf

### Organisationen, Initiativen, Medienprojekte und Archive
Kategorie:Initiative gegen Rechtsextremismus

#### Deutschland
| Organisationen, Bündnisse, Medienprojekte und Archive                                                       | Initiative | Ort                            | Seit | Bis |
| --- | --- | ------------------------------ | ---- | --- |
| BUND für Umwelt und Naturschutz Deutschland e. V.                                                           | Blended Learning für den Durchblick: Rechtsextreme Unterwanderung im Natur-, Klima- und Umweltschutz stoppen | Bundesweit                     |      |     |
| Bündnis "Zusammen für Demokratie"                                                                           | Aktion Sühnezeichen Friedensdienste | Bundesweit                     |      |     |
| Bündnis "Zusammen für Demokratie"                                                                           | Alhambra Gesellschaft e.V. | Bundesweit                     |      |     |
| Bündnis "Zusammen für Demokratie"                                                                           | Amnesty international in Deutschland | Bundesweit                     |      |     |
| Bündnis "Zusammen für Demokratie"                                                                           | Anthropoi Bundesverband | Bundesweit                     |      |     |
| Bündnis "Zusammen für Demokratie"                                                                           | Antidiskriminierungsverband Deutschland (advd) | Bundesweit                     |      |     |
| Bündnis "Zusammen für Demokratie"                                                                           | Arbeit und Leben e.V. | Bundesweit                     |      |     |
| Bündnis "Zusammen für Demokratie"                                                                           | Arbeiter-Samariter-Bund (ASB) | Bundesweit                     |      |     |
| Bündnis "Zusammen für Demokratie"                                                                           | AWO Bundesverband e.V. | Bundesweit                     |      |     |
| Bündnis "Zusammen für Demokratie"                                                                           | Arbeitskreis deutscher Bildungsstätten | Bundesweit                     |      |     |
| Bündnis "Zusammen für Demokratie"                                                                           | Attac Deutschland | Bundesweit                     |      |     |
| Bündnis "Zusammen für Demokratie"                                                                           | Brot für die Welt | Bundesweit                     |      |     |
| Bündnis "Zusammen für Demokratie"                                                                           | Bund der Freien Waldorfschulen e.V. | Bundesweit                     |      |     |
| Bündnis "Zusammen für Demokratie"                                                                           | Bundesarbeitsgemeinschaft der Seniorenorganisationen (BAGSO) | Bundesweit                     |      |     |
| Bündnis "Zusammen für Demokratie"                                                                           | Bundeskonferenz der Migrant*innenorganisationen (BKMO) und der Dachverband der Migrant*innenorganisationen in Ostdeutschland (DaMOst) | Bundesweit, Ostdeutschland     |      |     |
| Bündnis "Zusammen für Demokratie"                                                                           | Bundesverband der Mütterzentren | Bundesweit                     |      |     |
| Bündnis "Zusammen für Demokratie"                                                                           | Bundesverband für körper- und mehrfachbehinderte Menschen e. V. (bvkm) | Bundesweit                     |      |     |
| Bündnis "Zusammen für Demokratie"                                                                           | Bundesverband Mobile Beratung | Bundesweit                     |      |     |
| Bündnis "Zusammen für Demokratie"                                                                           | Bundesvereinigung Kulturelle Kinder- und Jugendbildung (BKJ) | Bundesweit                     |      |     |
| Bündnis "Zusammen für Demokratie"                                                                           | Campact e.V. | Bundesweit                     |      |     |
| Campact e.V.                                                                                                | Zusammen gegen Rechts | Bundesweit                     |      |     |
| Bündnis "Zusammen für Demokratie"                                                                           | CLAIM Allianz gegen Muslimfeindlichkeit | Bundesweit                     |      |     |
| Bündnis "Zusammen für Demokratie"                                                                           | Dachverband Gemeindepsychiatrie e. V. | Bundesweit                     |      |     |
| Bündnis "Zusammen für Demokratie"                                                                           | Der Kinderschutzbund Bundesverband | Bundesweit                     |      |     |
| Bündnis "Zusammen für Demokratie"                                                                           | Der Paritätische Gesamtverband | Bundesweit                     |      |     |
| Bündnis "Zusammen für Demokratie"                                                                           | Deutsche Bischofskonferenz | Bundesweit                     |      |     |
| Bündnis "Zusammen für Demokratie"                                                                           | Deutsche Sportjugend im Deutschen Olympischen Sportbund e.V. | Bundesweit                     |      |     |
| Bündnis "Zusammen für Demokratie"                                                                           | Deutscher Alpenverein (DAV) | Bundesweit                     |      |     |
| Bündnis "Zusammen für Demokratie"                                                                           | Deutscher Bundesjugendring | Bundesweit                     |      |     |
| Bündnis "Zusammen für Demokratie"                                                                           | Deutscher Caritasverband | Bundesweit                     |      |     |
| Bündnis "Zusammen für Demokratie"                                                                           | Deutscher Frauenrat | Bundesweit                     |      |     |
| Bündnis "Zusammen für Demokratie"                                                                           | Deutscher Gewerkschaftsbund (DGB) | Bundesweit                     |      |     |
| Bündnis "Zusammen für Demokratie"                                                                           | Deutscher Kulturrat | Bundesweit                     |      |     |
| Bündnis "Zusammen für Demokratie"                                                                           | Deutscher Mieterbund | Bundesweit                     |      |     |
| Bündnis "Zusammen für Demokratie"                                                                           | Deutscher Naturschutzring | Bundesweit                     |      |     |
| Bündnis "Zusammen für Demokratie"                                                                           | Deutscher Olympischer Sportbund (DOSB) | Bundesweit                     |      |     |
| Bündnis "Zusammen für Demokratie"                                                                           | Deutscher Verein der Blinden und Sehbehinderten in Studium und Beruf e. V. | Bundesweit                     |      |     |
| Bündnis "Zusammen für Demokratie"                                                                           | Deutscher Volkshochschul-Verband e.V. | Bundesweit                     |      |     |
| Bündnis "Zusammen für Demokratie"                                                                           | Deutsches Jugendherbergswerk (DJH), Hauptverband für Jugendwandern und Jugendherbergen e. V. | Bundesweit                     |      |     |
| Bündnis "Zusammen für Demokratie"                                                                           | Deutsches Kinderhilfswerk e. V. | Bundesweit                     |      |     |
| Bündnis "Zusammen für Demokratie"                                                                           | Diakonie Deutschland | Bundesweit                     |      |     |
| Bündnis "Zusammen für Demokratie"                                                                           | Digitalcourage e. V. | Bundesweit                     |      |     |
| Bündnis "Zusammen für Demokratie"                                                                           | Evangelische Akademien in Deutschland e. V. | Bundesweit                     |      |     |
| Bündnis "Zusammen für Demokratie"                                                                           | Evangelische Kirche in Deutschland | Bundesweit                     |      |     |
| Bündnis "Zusammen für Demokratie"                                                                           | Forum Menschenrechte | Bundesweit                     |      |     |
| Bündnis "Zusammen für Demokratie"                                                                           | Fußball stiftet Zukunft e. V. | Bundesweit                     |      |     |
| Bündnis "Zusammen für Demokratie"                                                                           | Greenpeace Deutschland | Bundesweit                     |      |     |
| Bündnis "Zusammen für Demokratie"                                                                           | Internationale Jugendgemeinschaftsdienste (ijgd) | Bundesweit                     |      |     |
| Bündnis "Zusammen für Demokratie"                                                                           | Katholische Akademien | Bundesweit                     |      |     |
| Bündnis "Zusammen für Demokratie"                                                                           | Katholische Erwachsenenbildung Deutschland | Bundesweit                     |      |     |
| Bündnis "Zusammen für Demokratie"                                                                           | Klima-Allianz Deutschland | Bundesweit                     |      |     |
| Bündnis "Zusammen für Demokratie"                                                                           | LSVD⁺ – Verband Queere Vielfalt | Bundesweit                     |      |     |
| Bündnis "Zusammen für Demokratie"                                                                           | National Coalition Deutschland – Netzwerk zur Umsetzung der UN-Kinderrechtskonvention | Bundesweit                     |      |     |
| Bündnis "Zusammen für Demokratie"                                                                           | Netzwerk für Demokratie und Courage e. V. | Bundesweit                     |      |     |
| Bündnis "Zusammen für Demokratie"                                                                           | Neue Deutsche Organisationen – das postmigrantische netzwerk (ndo) | Bundesweit                     |      |     |
| Bündnis "Zusammen für Demokratie"                                                                           | Pro Asyl | Bundesweit                     |      |     |
| Bündnis "Zusammen für Demokratie"                                                                           | Republikanischer Anwältinnen- und Anwälteverein (RAV) | Bundesweit                     |      |     |
| Bündnis "Zusammen für Demokratie"                                                                           | Sozialverband Deutschland | Bundesweit                     |      |     |
| Bündnis "Zusammen für Demokratie"                                                                           | Stiftung gegen Rassismus | Bundesweit                     |      |     |
| Bündnis "Zusammen für Demokratie"                                                                           | TERRE DES FEMMES | Bundesweit                     |      |     |
| Bündnis "Zusammen für Demokratie"                                                                           | Terre des Hommes | Bundesweit                     |      |     |
| Bündnis "Zusammen für Demokratie"                                                                           | Türkische Gemeinde in Deutschland e. V. | Bundesweit                     |      |     |
| Bündnis "Zusammen für Demokratie"                                                                           | Verband binationaler Ehen und Partnerschaften, iaf e. V. | Bundesweit                     |      |     |
| Bündnis "Zusammen für Demokratie"                                                                           | Verein für Demokratische Kultur in Berlin (VDK) | Bundesweit                     |      |     |
| Bündnis "Zusammen für Demokratie"                                                                           | Vereinigung demokratischer Juristinnen und Juristen e. V. | Bundesweit                     |      |     |
| Bündnis "Zusammen für Demokratie"                                                                           | Volkssolidarität | Bundesweit                     |      |     |
| Bündnis "Zusammen für Demokratie"                                                                           | Zentralkomitee der deutschen Katholiken (ZdK) | Bundesweit                     |      |     |
| Bündnis "Zusammen für Demokratie"                                                                           | Zentralwohlfahrtsstelle der Juden in Deutschland e.V. | Bundesweit                     |      |     |
| Amadeu Antonio Stiftung                                                                                     | Mut gegen rechte Gewalt | Bundesweit                     |      |     |
| Amadeu Antonio Stiftung                                                                                     | Fussball gegen Nazis | Bundesweit                     |      |     |
| Amadeu Antonio Stiftung                                                                                     | Netz gegen Nazis, |                                |      |     |
| Amadeu Antonio Stiftung                                                                                     | no-nazi.net 2017 umbenannt in Debate Dehate | Bundesweit                     |      |     |
| Amadeu Antonio Stiftung                                                                                     | Aktionswochen gegen Antisemitismus | Bundesweit                     |      |     |
| Amadeu Antonio Stiftung                                                                                     | Fachstelle Gender und Rechtsextremismus | Bundesweit                     |      |     |
| Amadeu Antonio Stiftung                                                                                     | Kein Ort für Neonazis | Bundesweit                     |      |     |
| Amadeu Antonio Stiftung                                                                                     | neue-rechte.net | Bundesweit                     |      |     |
| Amadeu Antonio Stiftung                                                                                     | Institut für Demokratie und Zivilgesellschaft – Thüringer Dokumentations- und Forschungsstelle gegen Menschenfeindlichkeit | Bundesweit                     |      |     |
| cultures interactive e.V. - Verein zur interkulturellen Bildung und Gewaltprävention                        | fa:rp - Fachstelle Rechtsextremismusprävention | Bundesweit                     |      |     |
| Für ein weltoffenes Deutschland e. V.                                                                       | Gesicht Zeigen! | Bundesweit                     |      |     |
| Lidice Haus Bremen                                                                                          | RuF - Fachstelle “Rechtsextremismus und Familie” | Bundesweit, Bremen             |      |     |
| Laut gegen Nazis e.V.                                                                                       | H.A.N.S. - Hateful Audio Notification Service | Bundesweit                     |      |     |
| ADEFRA e. V. – Schwarze Frauen in Deutschland                                                               | | Bundesweit                     |      |     |
| Akademie Waldschlösschen                                                                                    | | Bundesweit                     |      |     |
| Aktion Noteingang                                                                                           | | Bundesweit                     |      |     |
| Antifaschistische Stadtrundfahrt                                                                            | | Bundesweit                     |      |     |
| Antifa Zeckenbiss                                                                                           | | Bundesweit                     |      |     |
| argumente.netzwerk antirassistischer bildung e.v.                                                           | | Bundesweit                     |      |     |
| Aufstehen gegen Rassismus                                                                                   | | Bundesweit                     |      |     |
| Augen auf                                                                                                   | | Bundesweit                     |      |     |
| Bildungsinitiative Ferhat Unvar e. V.                                                                       | | Bundesweit                     |      |     |
| Wir sind die Brandmauer – Gemeinsam Hand in Hand                                                            | | Bundesweit                     |      |     |
| Bund der Alevitischen Jugendlichen in Deutschland e. V.                                                     | | Bundesweit                     |      |     |
| Bund für Soziale Verteidigung e.V.                                                                          | | Bundesweit                     |      |     |
| BUND für Umwelt und Naturschutz Deutschland e. V.                                                           | | Bundesweit                     |      |     |
| Bündnis "Zusammen für Demokratie"                                                                           | | Bundesweit                     |      |     |
| D-A-S-H | | Bundesweit                     |      |     |
| Deutsche Gesellschaft für Demokratiepädagogik e. V.                                                         | | Bundesweit                     |      |     |
| Der Verein Distanz e.V. (Gefördert durch "Demokratie leben!")                                               | | Bundesweit                     |      |     |
| DFL Stiftung                                                                                                | | Bundesweit                     |      |     |
| Exif | | Bundesweit                     |      |     |
| Fédération Internationale des Résistants                                                                    | | Bundesweit                     |      |     |
| Fußballvereine gegen RECHTS                                                                                 | | Bundesweit                     |      |     |
| Geh’ Deinen Weg                                                                                             | | Bundesweit                     |      |     |
| Good Night White Pride                                                                                      | | Bundesweit                     |      |     |
| I Can’t Relax in Deutschland                                                                                | | Bundesweit                     |      |     |
| Initiative Schwarze Menschen in Deutschland                                                                 | | Bundesweit                     |      |     |
| Internationale Wochen gegen Rassismus                                                                       | | Bundesweit                     |      |     |
| Internationaler Bund                                                                                        | | Bundesweit                     |      |     |
| Internationales Auschwitz Komitee                                                                           | | Bundesweit                     |      |     |
| Institut für Information und Dokumentation e.V.                                                             | | Bundesweit                     |      |     |
| Jüdisches Forum für Demokratie und gegen Antisemitismus                                                     | | Bundesweit                     |      |     |
| Keine Bedienung für Nazis                                                                                   | | Bundesweit                     |      |     |
| Kompetenznetzwerk Rechtsextremismusprävention (KompRex) - Das Kompetenznetzwerk Rechtsextremismusprävention | Wird gefördert durch das Bundesprogramm "Demokratie leben!" Umfasst die Organisationen: Amadeu Antonio Stiftung, Bundesarbeitsgemeinschaft Kirche und Rechtsextremismus (BAG K+R), cultures interactive e.V. - Verein zur interkulturellen Bildung und Gewaltprävention, Für ein weltoffenes Deutschland e. V. und Lidice Haus Bremen | Bundesweit                     |      |     |
| Lola für Demokratie e. V.                                                                                   | | Bundesweit                     |      |     |
| Mach meinen Kumpel nicht an!                                                                                | | Bundesweit                     |      |     |
| Mobile Beratung gegen Rechtsextremismus Berlin (MBR)                                                        | | Bundesweit, Berlin             |      |     |
| Motorradclub Kuhle Wampe                                                                                    | | Bundesweit                     |      |     |
| Neue deutsche Medienmacher:innen                                                                            | | Bundesweit                     |      |     |
| Omas gegen Rechts                                                                                           | | Bundesweit                     |      |     |
| Pro Peace                                                                                                   | | Bundesweit                     |      |     |
| Recherche- und Informationsstelle Antisemitismus                                                            | | Bundesweit                     |      |     |
| Recht gegen Rechts                                                                                          | | Bundesweit                     |      |     |
| Red and Anarchist Skinheads                                                                                 | | Bundesweit                     |      |     |
| SCHLAU! | | Bundesweit                     |      |     |
| Schule ohne Rassismus – Schule mit Courage                                                                  | | Bundesweit                     |      |     |
| SHARP | | Bundesweit                     |      |     |
| Show Racism the Red Card                                                                                    | | Bundesweit                     |      |     |
| Vereinigung der Verfolgten des Naziregimes – Bund der Antifaschistinnen und Antifaschisten (VVN-BdA)        | | Bundesweit                     |      |     |
| Verlage gegen rechts - ein Aktionsbündnis für einen wachen, vielfältigen und respektvollen Literaturbetrieb | | Bundesweit                     | 2016 |     |
| Queere Bildung e.V.                                                                                         | | Bundesweit                     |      |     |
| Vordtriede-Haus Freiburg                                                                                    | | Baden-Württemberg              |      |     |
| Landesarbeitsgemeinschaft Mobile Jugendarbeit / Streetwork Baden-Württemberg e. V.                          | | Baden-Württemberg              |      |     |
| Bildung \| Information zur extremen Rechten, GMF und Antifeminismus Baden-Württemberg                       | | Baden-Württemberg              |      |     |
| a.i.d.a. Archiv München                                                                                     | | Bayern                         |      |     |
| Lichterkette e. V.                                                                                          | | Bayern                         |      |     |
| München ist bunt!                                                                                           | | Bayern                         |      |     |
| Runder Tisch gegen Rassismus Dachau e.V.                                                                    | | Bayern                         |      |     |
| Sinninger Initiative gegen Rechts                                                                           | | Bayern                         |      |     |
| Agrexive Arbeitsgruppe „Rechtsextremismus“ in ver.di Berlin-Brandenburg                                     | | Berlin                         |      |     |
| American Jewish Committee Berlin und das European Forum on Antisemitism                                     | | Berlin                         |      |     |
| APABIZ-Antifaschistisches Pressearchiv und Bildungszentrum Berlin                                           | | Berlin                         |      |     |
| APABIZ-Antifaschistisches Pressearchiv und Bildungszentrum Berlin                                           | Berlin Rechtsaußen | Berlin                         |      |     |
| APABIZ-Antifaschistisches Pressearchiv und Bildungszentrum Berlin                                           | Kein Bock auf Nazis | Berlin                         |      |     |
| APABIZ-Antifaschistisches Pressearchiv und Bildungszentrum Berlin                                           | RechtesLand.de | Berlin                         |      |     |
| APABIZ-Antifaschistisches Pressearchiv und Bildungszentrum Berlin                                           | Turn it down eingestellt | Berlin                         |      |     |
| Antirassistische Initiative                                                                                 | | Berlin                         |      |     |
| Archiv der Jugendkulturen                                                                                   | | Berlin                         |      |     |
| Berliner Zustände. Ein Schattenbericht über Rechtsextremismus, Rassismus und Antisemitismus                 | Jährlich veröffentlichter Parallelbericht | Berlin                         | 2006 |     |
| Berlin gegen Nazis                                                                                          | | Berlin                         |      |     |
| Berlin gegen Rechts                                                                                         | | Berlin                         |      |     |
| Berliner Ratschlag für Demokratie                                                                           | | Berlin                         |      |     |
| Leftvision                                                                                                  | | Berlin                         |      |     |
| Portal antifaschistischer Initiativen                                                                       | | Berlin                         |      |     |
| Rassismus und Justiz der Prozessbeobachtungsgruppe zum Thema Rassismus und Justiz in Berlin (blog)          | | Berlin                         |      |     |
| Violence Prevention Network (Extremismusdoktrin)                                                            | | Berlin                         |      |     |
| Aktionsbündnis gegen Gewalt, Rechtsextremismus und Rassismus Brandenburg                                    | | Brandenburg                    |      |     |
| SV Babelsberg 03                                                                                            | | Brandenburg, Potsdam           |      |     |
| Arbeitsgruppen Behördenkompetenznetzwerk Rechtsextremismus                                                  | | Hamburg                        |      |     |
| Beratungsnetzwerk gegen Rechtsextremismus Hamburg (BNW)                                                     | | Hamburg                        |      |     |
| FC St. Pauli                                                                                                | | Hamburg                        |      |     |
| Respekt! Kein Platz für Rassismus                                                                           | | Hessen                         |      |     |
| Regionalzentrum für demokratische Kultur, RAA Mecklenburg-Vorpommern                                        | | Mecklenburg-Vorpommern         |      |     |
| BackUp-ComeBack                                                                                             | MIDeinander - | Nordrhein-Westfalen            |      |     |
| Birlikte | | Nordrhein-Westfalen            |      |     |
| DGB Nordrhein-Westfalen Gewerkschaften gegen Rechts                                                         | | Nordrhein-Westfalen            |      |     |
| Hartmut-Meyer-Archiv                                                                                        | | Nordrhein-Westfalen, Wuppertal |      |     |
| Informations- und Dokumentationszentrum für Antirassismusarbeit in Nordrhein-Westfalen                      | | Nordrhein-Westfalen            |      |     |
| Rheinhessen gegen Rechts                                                                                    | | Rheinland-Pfalz, Rheinhessen   |      |     |
| Die Arbeitsgemeinschaft Frieden e.V.                                                                        | | Rheinland-Pfalz                |      |     |
| Landesfeuerwehrverband Rheinland-Pfalz                                                                      | | Rheinland-Pfalz                |      |     |
| Aktion Zivilcourage e.V.                                                                                    | | Sachsen, Pirna                 |      |     |
| Akubiz | | Sachsen, Pirna                 |      |     |
| Arbeitsgemeinschaft Jugendfreizeitstätten (AGJF) Sachsen e. V.                                              | | Sachsen                        |      |     |
| Bündnis Dresden Nazifrei im Kontext des Gedenken an den 13. Februar 1945                                    | | Sachsen                        |      |     |
| Bürger.Courage                                                                                              | | Sachsen, Dresden               |      |     |
| Kulturbüro Sachsen                                                                                          | | Sachsen                        |      |     |
| Netzwerk Tolerantes Sachsen                                                                                 | | Sachsen                        |      |     |
| Roter Stern Leipzig (Fußballverein)                                                                         | | Sachsen, Leipzig               |      |     |
| Miteinander e.V. Sachsen-Anhalt                                                                             | | Sachsen-Anhalt                 |      |     |
| Sachsen-Anhalt. Weltoffen!                                                                                  | | Sachsen-Anhalt                 |      |     |
| Antirassistischer und antifaschistischer Ratschlag Thüringen                                                | | Thüringen                      |      |     |
| Aktionsbündnis Courage, Pößneck                                                                             | | Thüringen                      |      |     |
| Filmpiraten                                                                                                 | | Thüringen                      |      |     |
| Netzwerk Antirassismus Weimar                                                                               | | Thüringen, Weimar              |      |     |
| Netzwerk Demokratiebildung in Thüringen                                                                     | Bildungswerk BLITZ e.V. | Thüringen                      |      |     |
| Netzwerk Demokratiebildung in Thüringen                                                                     | Bildungswerk ver.di Thüringen e.V. | Thüringen                      |      |     |
| Netzwerk Demokratiebildung in Thüringen                                                                     | Bundeswettbewerb "Demokratisch Handeln" | Thüringen                      |      |     |
| Netzwerk Demokratiebildung in Thüringen                                                                     | DisKurs e.V. | Thüringen                      |      |     |
| Netzwerk Demokratiebildung in Thüringen                                                                     | Drudel 11 e.V. | Thüringen                      |      |     |
| Netzwerk Demokratiebildung in Thüringen                                                                     | Eine Welt Netzwerk Thüringen e.V. | Thüringen                      |      |     |
| Netzwerk Demokratiebildung in Thüringen                                                                     | Europäische Jugendbildungs- und Jugendbegegnungsstätte Weimar | Thüringen, Weimar              |      |     |
| Netzwerk Demokratiebildung in Thüringen                                                                     | Evangelische Akademie Thüringen | Thüringen                      |      |     |
| Netzwerk Demokratiebildung in Thüringen                                                                     | Fachstelle Interkulturelle Öffnung (AWO Regionalverband Mitte-West-Thüringen e.V.) | Thüringen                      |      |     |
| Netzwerk Demokratiebildung in Thüringen                                                                     | Iberoamérica e.V. | Thüringen                      |      |     |
| Netzwerk Demokratiebildung in Thüringen                                                                     | Projekt JUGEND PRÄGT (Landesjugendring Thüringen e.V.) | Thüringen                      |      |     |
| Netzwerk Demokratiebildung in Thüringen                                                                     | Kindersprachbrücke Jena e.V. | Thüringen, Jena                |      |     |
| Netzwerk Demokratiebildung in Thüringen                                                                     | Klassik Stiftung Weimar | Thüringen, Weimar              |      |     |
| Netzwerk Demokratiebildung in Thüringen                                                                     | MOBIT e. V. | Thüringen                      |      |     |
| Netzwerk Demokratiebildung in Thüringen                                                                     | Perspektivwechsel - Praxisstelle Thüringen | Thüringen                      |      |     |
| Netzwerk Demokratiebildung in Thüringen                                                                     | Radio F.R.E.I. | Thüringen                      |      |     |
| Netzwerk Demokratiebildung in Thüringen                                                                     | schrankenlos e.V. | Thüringen                      |      |     |
| Netzwerk Demokratiebildung in Thüringen                                                                     | Stiftung Gedenkstätten Buchenwald und Mittelbau-Dora | Thüringen                      |      |     |
| Netzwerk Demokratiebildung in Thüringen                                                                     | Thüringer Volkshochschulverband e.V. | Thüringen                      |      |     |
| Netzwerk Demokratiebildung in Thüringen                                                                     | VereinT Zukunft Bilden e.V. | Thüringen                      |      |     |
| Netzwerk Demokratiebildung in Thüringen                                                                     | VHS-Bildungswerk GmbH Standort Artern | Thüringen                      |      |     |
| Netzwerk Demokratiebildung in Thüringen                                                                     | Vielfalt Leben - QueerWeg Verein für Thüringen e.V. | Thüringen                      |      |     |
| thueringen-rechtsaussen.net Informationen zur extrem rechten Szene in Thüringen                             | | Thüringen                      |      |     |
| Weltoffenes Thüringen                                                                                       | | Thüringen                      |      |     |
| Recherche Nord                                                                                              | | Norddeutschland                |      |     |
| Aktionsbündnis Neuruppin bleibt bunt                                                                        | | Brandenburg, Neuruppin         |      |     |
| AK Antirassismus Hamburg (antira.de)                                                                        | Arbeitskreises Antirassismus der Vereinten Dienstleistungsgewerkschaft Hamburg | Hamburg                        |      |     |
| Forstrock-Festival Jamel rockt den Förster – Festival für Demokratie und Toleranz                           | | Norddeutschland                |      |     |
| VAJA e. V.                                                                                                  | Verein zur Förderung akzeptierender Jugendarbeit | Bremen                         |      |     |

##### NSU-Komplex
- Blog der Nebenklage im NSU-Prozess[206]
- NSU-Watch-Blog[207][208]
- NSU-Watch Baden-Württemberg[209]
- NSU-Watch Brandenburg[210]
- NSU-Watch Hessen[211]
- NSU-Watch Nordrhein-Westfalen[212]

#### Im Ausland
| Organisationen, Initiativen, Medienprojekte und Archive   | Initiative                                                    | Land                   | Seit | Bis |
| --------------------------------------------------------- | ------------------------------------------------------------- | ---------------------- | ---- | --- |
| Braunauer Zeitgeschichte-Tage                             |                                                               | Österreich             |      |     |
| Gesellschaft für politische Aufklärung                    |                                                               | Österreich             | 1982 |     |
| Jetzt Zeichen setzen!                                     |                                                               | Österreich             | 2011 |     |
| Linz gegen Rechts                                         |                                                               | Österreich, Linz       |      |     |
| Mauthausen Komitee Österreich, zivilcourage.at            |                                                               | Österreich             |      |     |
| no-racism.net                                             |                                                               | Österreich, Online     |      |     |
| SOS Mitmensch                                             |                                                               | Österreich             |      |     |
| ZARA                                                      | Zivilcourage und Anti-Rassismus-Arbeit                        | Österreich             |      |     |
| MRAX                                                      | Mouvement contre le Racisme, l’Antisémitisme et la Xénophobie | Belgien                |      |     |
| Ligue Internationale Contre le Racisme et l’Antisémitisme |                                                               | Frankreich             | 1927 |     |
| SOS Racisme                                               |                                                               | Frankreich             | 1984 |     |
| Expo                                                      | Antirassistische Zeitschrift                                  | Schweden               | 1995 |     |
| Searchlight Magazine                                      | Antifaschistische Zeitschrift                                 | Vereinigtes Königreich | 1975 |     |
| Southern Poverty Law Center                               |                                                               | Vereinigte Staaten     |      |     |

### Informationsmedien
Kategorie:Informationsmedium zum Rechtsextremismus

#### Eingestellte Informationsmedien gegen Rechtsextremismus
- Bremer Schattenbericht rechte Zustände in Bremen und umzu, März 2011–2014/2015[214]
- Enough is enough (eingestelltes Magazin)
- fight fascism[215] (Anti Rechtsrock blog) bis 5. November 2014
- Informationsdienst gegen Rechtsextremismus (1998 bis 2006)
- Publikative.org (ehemals NPD-Blog) am 23. Januar 2016 eingestellt
- Redok eingestellter blog – bis 2014 mit automatischem aktuellen Antifa-Nachrichtenüberblick
- Stattzeitung für Südbaden
- Turn it down „Forum für Musik, Kultur, gegen Rechtsrock“ nach relaunch Ankündigung nicht mehr online

### Online Bewegungen

#### Hashtags
In den sozialen Medien wurden einige Hashtags Teil einer Bewegung gegen Rechtsextremismus. Dazu gehören die Hashtags:
- #WirSindDieBrandmauer - Ein Hashtag der im Januar 2024 infolge der Aufdeckung der rechtswidrigen Vertreibungspläne der AfD auftrat. Der Hashtag wurde im Zusammenhang mit den daraus resultierenden, deutschlandweiten Demonstrationen gegen Rechtsextremismus, viele davon unter dem Motto: "Wir sind die Brandmauer", verwendet.[216]
- #BleibtStabil / #StabilBleiben - Diese Hashtags fordern auf, sich dem aktuellen  "Rechtsruck",[217] also der Zunahme an rechten und rechtsextremen Haltungen einhergehend mit der Verschiebung der Grenzen des Sagbaren (Overton window), zu widersetzen und stabil bei seiner Haltung zu bleiben.[218]
- #NieWieder / #NieWiederIstJetzt - Diese Hashtags sollen daran erinnern, dass nie wieder Zustände, wie zur Zeit des Nationalsozialismus herrschen dürften und dass es jetzt nötig sei, dafür zu sorgen.[219]
- #NICHTOkay - Dieser Hashtag wurde 2025 anlässlich der 21. Bundestagswahl ins Leben gerufen. Der Hashtag soll ausdrücken, dass es für die Beteiligten nicht in Ordnung ist, die rechtsextreme AfD zu wählen.[220] An dem Hashtag beteiligt waren folgende Personen des öffentlichen Lebens:[220]

- Alina Levshin
- Anna Reizbikh
- Anne Schäfer
- Anneke Kim Sarnau
- Annika Meier
- Brigitte Zeh
- Christin Nichols
- Dagny Dewath
- Dirk von Lowtzow
- Elmira Bahrami
- Eva Löbau
- Fabian Stumm
- Florian Paul
- Florian Stetter
- Fridolin Sandmeyer
- Gregor Hägele
- Haley Louise Jones
- Heinrich Horwitz
- Ina Streit
- Jacky-Oh Weinhaus
- Jonathan Berlin
- Joshua Seelenbinder
- Judith Hoersch
- Kais Setti
- Laura Tonke
- Lilli Hollunder
- Luna
- Margarita Broich
- Marie Leuenberger
- Marie-Lou Sellem
- Marleen Lohse
- Max Hegewald
- Merlin Sandmeyer
- Nadja Sabersky
- Nico Stank
- Nina Kronjäger
- Oona von Maydell
- Paul Bunne
- Peter Fieseler
- Peterlicht
- Philipp Grütering
- René Adler
- Samia Chancrin
- Sarah Lesch
- Sarah Blasskiewitz
- Sebastian Krumbiegel
- Souhaila Amade
- Tina Pfurr
- Uğur Sofu
- Wanda Perdelwitz

Eine Kampagne gegen rechtsextremistische Inhalte in den sozialen Medien ist "Hashtags gegen Hass". Die Idee dahinter ist, rechtsextreme Hashtags zu kapern und diese in humorvollen Postings mit demokratischer Haltung zu entkräften.

## Kultur

### Theater, Aktionskunst
- Bühnenwatch
- Front Deutscher Äpfel
- Maxim-Gorki-Theater – Shermin Langhoff
- Peng!
- Streitraum mit Carolin Emcke an der Schaubühne am Lehniner Platz[222][223][224]
- Zentrum für Politische Schönheit – Philipp Ruch

### Kabarett, Satire
- Die Anstalt – Max Uthoff, Claus von Wagner
- Extra 3 – Christian Ehring, Jesko Friedrich, Dennis Kaupp
- Heute-show – Oliver Welke, Lutz van der Horst, Carsten van Ryssen
- Dieter Hildebrandt
- Carolin Kebekus[225]
- Neo Magazin Royale – Jan Böhmermann
- Die PARTEI – Nico Semsrott, Serdar Somuncu, Martin Sonneborn
- quer (BR) – Christoph Süß
- Kalkofes Mattscheibe – Oliver Kalkofe

### Musik
Zusammenschlüsse, Kampagnen, Festivals:
- Arsch huh, Zäng ussenander
- Birlikte
- Brothers Keepers
- Feine Sahne Fischfilet
- Jamel rockt den Förster
- Kein Bock auf Nazis
- Laut gegen Nazis
- love techno – hate germany
- Rock gegen Rechts
- Wir sind mehr

Musiker, Bands:
- 4 Zimmer Küche Bad[226]
- Abstürzende Brieftauben[226]
- Adam Angst
- Advanced Chemistry[226]
- Akne Kid Joe
- Alles.Scheisze[226]
- Antilopen Gang
- AOP[226]
- Atari Teenage Riot[226]
- Band ohne Anspruch[226]
- BAP
- Beton Combo[226]
- Broilers[226]
- But Alive[226]
- Danger Dan
- Die Ärzte, Bela B
- Die Chaoten[226]
- Die Firma
- Die Goldenen Zitronen
- Die Mimmis
- Die Toten Hosen
- Disarstar
- Egotronic
- Engst
- EsRap
- Ferris MC[227]
- Focus.[228]
- Hans Söllner
- Hass
- Heaven Shall Burn
- Herbert Grönemeyer
- In Extremo
- Irie Révoltés
- Jan Delay
- Jennifer Rostock
- Kafvka
- Konstantin Wecker
- Kraftklub
- Lord of the Lost[227]
- Madsen
- Mal Élevé
- Marius Müller-Westernhagen
- Max Herre
- Nevermind
- Nosliw
- Peter Maffay
- Saltatio Mortis
- Sedlmeir[226]
- Shocky[227]
- Slime, Dirk Jora[227]
- S.T.S.
- Swiss, Swiss & Die Andern[227]
- Taha
- Tamas[227]
- Ton Steine Scherben
- Trettmann
- Udo Lindenberg
- Versengold
- WIZO
- Yok Quetschenpaua
- Yu[226]
- ZSK[227]

### Comics
- Bruchlinien: Drei Episoden zum NSU (2019), von Paula Bulling, Anne König und Tania Prill
- Drei Steine (2016), von Nils Oskamp
- Weisse Wölfe (2015), von Jan Feindt und David Schraven

## Opferschutz und Opferberatung
Seit 1990 entstanden allmählich in allen 16 Bundesländern Anlauf- und Beratungsstellen für Opfer rechtsextremer Gewalt in Deutschland, meist als gemeinnützige Vereine. Ihre Aufgabe ist, Betroffene und ihr soziales Umfeld bei der Bewältigung der materiellen und sonstigen Folgen rechtsextremer Angriffe zu unterstützen. Zudem wollen sie die gesellschaftlichen Rahmenbedingungen zugunsten von marginalisierten Gruppen verändern, damit diese nicht mehr so leicht Ziele rechtsextremer Gewalt werden können.

### Bundesländer
Mobile Beratungsstellen für Opfer rechter, rassistischer und antisemitischer Gewalt sind seit den 1990er Jahren in allen Bundesländern sowie einigen Kommunen entstanden.
Baden-Württemberg
- LEUCHTLINIE – Beratung für Betroffene von rechter Gewalt.[230]

Bayern
- B.U.D. – Beratung. Unterstützung. Dokumentation. Für Opfer rechtsextremer Gewalt.
- BEFORE – Beratung für Betroffene rechter und rassistischer Gewalt und Diskriminierung (München)

Berlin
- ReachOut – Opferberatung und Bildung gegen Rechtsextremismus, Rassismus und Antisemitismus.[231] mit der Kampagne für Opfer rassistischer Polizeigewalt[232]
- OPRA – Psychologische Beratung für Opfer rechter Gewalt.
- Mobile Beratung gegen Rechtsextremismus (MBR)[233]
- MBT Berlin – Mobiles Beratungsteam (der Stiftung SPI)[234]
- Zusammenschluss: Erstkontaktstelle des Beratungsnetzwerks des Landes Berlin für Opfer rechtsextremer Gewalt.

Brandenburg
- Opferperspektive e. V. in Potsdam. Aus diesem 1998 gegründeten Verein entstand im Jahr 2000 die erste Beratungsstelle für Opfer rechter Gewalt in Deutschland. Sie wurde ab 2001 vom Bundesprogramm CIVITAS mitfinanziert und wurde Vorbild für weitere Opferberatungsstellen anderer Bundesländer.
- Anlaufstelle für Opfer rechtsextremer Gewalt Cottbus
- BORG – Beratungsstelle für Opfer rechter Gewalt Frankfurt (Oder)
- Beratungsstelle für Opfer rechtsextremer Gewalt …Strausberg
- Kontakt- und Beratungsstelle für Opfer rechter Gewalt Bernau[235]
- Zusammenschluss: Brandenburger Aktionsbündnis gegen Gewalt, Rechtsextremismus und Fremdenfeindlichkeit

Bremen
- Soliport – Betroffene rechter, rassistischer und antisemitischer Gewalt solidarisch beraten

Hamburg
- Empower – Beratung für Betroffene rechter, rassistischer und antisemitischer Gewalt

Hessen
- response – Beratung für Betroffene rechter und rassistischer Gewalt.[236]
- beratungsnetzwerk Hessen[237]

Mecklenburg-Vorpommern
- LOBBI e. V. – Landesweite Opferberatung, Beistand und Information für Betroffene rechter Gewalt in Mecklenburg-Vorpommern.[238]
- Regionalbüro Ost in Neubrandenburg.

Niedersachsen
- ResPakt – Solidarisch mit Betroffenen rechter, rassistischer und antisemitischer Gewalt.

Nordrhein-Westfalen
- BACKUP – Beratungsstelle für Opfer rechtsextremer und rassistischer Gewalt.[239]
- OBR – Opferberatung Rheinland
- Beratung und Unterstützung für Betroffene rechtsextremer und rassistischer Gewalt c/o Informations- und Dokumentationszentrum für Antirassismusarbeit in NRW (IDA-NRW) Düsseldorf.[240]

Rheinland-Pfalz
- m-power – Mobile Beratung für Betroffene rechter, rassistischer und antisemitischer Gewalt in Rheinland-Pfalz.
- Beratungsnetzwerk-rlp[241]

Saarland
- Beratungsstelle für Opfer von Diskriminierung und rechter Gewalt Saarbrücken.[242]

Sachsen
- Amal – Hilfe für Betroffene rechter Gewalt in Sachsen
- Support – Opferberatung für Betroffene rechter und rassistischer Gewalt der RAA Sachsen.[243]
- Mobile Beratungsteams des Kulturbüros Sachsen e. V.[244]
- RAA-Beratungsstellen in Chemnitz, Dresden und Leipzig

Sachsen-Anhalt
- Projekt Gegenpart, Mobiles Beratungsteam gegen Rechtsextremismus in Anhalt.[245]
- Miteinander e. V.
- Mobile Beratung für Opfer rechter Gewalt, Anlaufstelle Nord (Salzwedel).
- RAA-Büros in Magdeburg, Halle, Dessau.[246]

Schleswig-Holstein
- zebra – Zentrum für Betroffene rechter Gewalt e. V. in Kiel.
- BeraNet – Beratungsnetzwerk gegen Rechtsextremismus in Schleswig-Holstein.[247]

Thüringen
- AufAndHalt – Netz von Betroffenen rechtsextremer Gewalt und rassistischer Diskriminierung (Gera).
- ABAD – Anlaufstelle für Betroffene rechtsextremer und rassistischer Angriffe und Diskriminierungen.
- ezra – Mobile Beratung für Opfer rechter, rassistischer und antisemitischer Gewalt.[248]
- Thüringer Hilfsdienst für Opfer rechtsextremer Gewalt – Opferberatung für Opfer rechtsextremer Gewalt, ihre Angehörigen, Freunde und Zeugen

### Überregionale Zusammenschlüsse
Einige Opferberatungsstellen haben sich in überregionalen Arbeitsgemeinschaften zusammengeschlossen:
- agOra – AG der Beratungsprojekte für Opfer von rassistischer, rechtsextremistischer und antisemitischer Gewalt.[249][250]
- ado – arbeitskreis der opferhilfen
- Beratungsstellen für Opfer rechter Gewalt in den ostdeutschen Bundesländern
- Bundesarbeitsgemeinschaft für Demokratieentwicklung.

Viele Opferhilfsvereine der Bundesländer haben sich zum Verband der Beratungsstellen für Betroffene rechter, rassistischer und antisemitischer Gewalt e. V. (VBRG) mit Sitz in Berlin zusammengeschlossen. Weitere bundesweite Opferschutzvereine sind:
- der 1992/93 entstandene bundesweite Opferfonds Cura, der zur Amadeu Antonio Stiftung gehört.
- OFEK – Beratungs- und Interventionsstelle bei antisemitischer Gewalt und Diskriminierung (Berlin).
- HateAid – Beratung und Unterstützung für Betroffene von Hass im Internet.
- die Beratungsstelle für Behinderte von Behinderten im Zentrum für selbstbestimmtes Leben Köln. Sie sind im Bundesverband Mobile Beratung zusammengeschlossen.[251]

### Stiftungen
- Amadeu Antonio Stiftung
  - die jährlichen Aktionswochen gegen Antisemitismus[252]
- Dokumentationsarchiv des österreichischen Widerstandes
- F. C. Flick Stiftung gegen Fremdenfeindlichkeit, Rassismus und Intoleranz
- Freudenberg Stiftung
- Stiftung gegen Rassismus und Antisemitismus (Zürich/Schweiz)
- Stiftung Demokratische Jugend
- Zentrum Demokratische Kultur – Gesellschaft Demokratische Kultur gGmbH

## Aussteigerprogramme Rechtsextremismus
Aussteigerprogramme Rechtsextremismus beraten und unterstützen Menschen beim Ausstieg aus der rechtsextremistischen Szene. In Deutschland existieren diverse staatliche und nicht-staatliche Aussteigerprogramme, die bei unterschiedlichen Behörden bzw. Trägern angegliedert sind.

### Staatlich
Staatliche Aussteigerprogramme sind bei verschiedenen Behörden der meisten Bundesländer und des Bundes angegliedert. Die staatlichen Aussteigerprogramme beraten und unterstützen Menschen dabei, sich von der rechtsextremistischen Szene und Ideologie zu lösen. Ziel ist die Hinwendung zur freiheitlichen demokratischen Grundordnung wie den Grund- und Menschenrechten. Staatliche Aussteigerprogramme vereinen in ihren Teams pädagogische und sicherheitsbehördliche Kenntnisse und Erfahrungen, so dass der Ausstieg für Rechtsextremisten sowohl nachhaltig wie auch sicher gestaltet wird. Diese und weitere Bedingungen einer erfolgreichen Ausstiegsarbeit legen die staatlichen Aussteigerprogramme in dem Papier Standorte und Perspektiven behördlicher Ausstiegshilfe-Programme dar.
Folgende staatliche Aussteigerprogramme arbeiten derzeit in Deutschland:

#### Baden-Württemberg
- bis 2018: Beratungs- und Interventionsgruppe gegen Rechtsextremismus (BIG Rex / Landesweites Aussteigerprogramm)
- ab 2018: konex – Kompetenzzentrum gegen Extremismus[254]

#### Bayern
- Bayerisches Aussteigerprogramm. Das Bayerische Aussteigerprogramm hilft Rechtsextremisten ihren Ausstiegswillen in die Tat umzusetzen und in Zukunft ein selbstbestimmtes Leben zu führen. Behörde: Bayerische Informationsstelle gegen Extremismus (BIGE)[255]

#### Berlin
- WendePUNKT – Aussteigerprogramm Rechtsextremismus. Ziel ist die Herauslösung von Ausstiegswilligen aus rechtsextremistischen bzw. demokratiefeindlichen Szenen und gesellschaftliche Wiedereingliederung. Behörde: Bundesamt für Verfassungsschutz[256]

#### Bund
- Aussteigerprogramm für Rechtsextremisten – Das Bundesamt für Verfassungsschutz (BfV) will Menschen erreichen, die in den Einflussbereich rechtsextremistischer Gruppierungen geraten sind, sich daraus lösen wollen und aus eigener Kraft den Ausstieg nicht schaffen. Behörde: Bundesamt für Verfassungsschutz.[257]

#### Hessen
- IKARus – Informations- und Kompetenzzentrum Ausstiegshilfen Rechtsextremismus. Wer bei rechtsextremistischen Gruppierungen aktiv ist oder mit ihnen sympathisiert und den Gedanken in sich trägt, sich von dieser Szene zu lösen, braucht nicht nur Mut, sondern vor allem Hilfestellung und Beratung. Behörde: Hessisches Landeskriminalamt.[258]

#### Niedersachsen
- Aktion Neustart – Das Aussteigerprogramm Rechtsextremismus berät und hilft Menschen beim Ausstieg aus der rechtsextremen Szene. Behörde: Niedersächsisches Ministerium für Inneres und Sport, Abteilung Verfassungsschutz/Prävention.,[259] Aktion Neustart ist auch auf Facebook[260] Youtube[261] und Instagram[262] aktiv.
- Aussteigerhilfe Rechts – Hilfen zum Ausstieg aus der rechtsextrem orientierten Szene. Behörde: Niedersächsisches Justizministerium, Landespräventionsrat Niedersachsen.[263] AussteigerhilfeRechts ist auch auf Facebook[264] aktiv.

#### Nordrhein-Westfalen
- Spurwechsel – Aussteigerprogramm Rechtsextremismus des Landes NRW. Sie möchten es schaffen? Wir begleiten Sie auf Ihrem Weg aus der Szene. Behörde: Ministerium für Inneres und Kommunales des Landes Nordrhein-Westfalen, Verfassungsschutz.[265] Spurwechsel ist auch auf Facebook[266] aktiv.

#### Rheinland-Pfalz
- (R)AUSwege – Mit dem Angebot sollen vor allem junge Menschen angesprochen werden, die in den Einflussbereich rechtsextremistischer Gruppierungen gelangt sind und Unterstützung beim Ausstieg aus der rechtsextremen Szene suchen. Behörde: Landesamt für Soziales, Jugend und Versorgung.[267]

#### Sachsen
- Aussteigerprogramm Sachsen – Steig aus! Raus in die Zukunft! Behörde: Sächsisches Staatsministerium des Innern, Geschäftsstelle des Landespräventionsrates im Freistaat Sachsen.[268] Aussteigerprogramm Sachsen ist auch auf Facebook[269] aktiv.

#### Sachsen-Anhalt
- EXTRA – Ein Angebot zur Ausstiegshilfe aus dem Rechtsextremismus. Behörde: Ministerium für Inneres und Sport, Verfassungsschutz.[270]

### Nicht-staatlich
Die nicht-staatlichen Aussteigerprogramme sind bei Trägern unterschiedlicher Art angesiedelt.
- Die Bundesarbeitsgemeinschaft „Ausstieg zum Einstieg“ e. V. (BAG Ausstieg) ist der bundesweite Dachverband von Vereinen und zivilgesellschaftlichen Trägern, die Angebote der Ausstiegs- und Distanzierungshilfe aus extrem rechten Zusammenhängen vorhalten.

- Kurswechsel Hamburg – Ausstiegsarbeit Rechts – Im Jahr 2014 gegründete zivilgesellschaftliche Anlaufstelle für distanzierungs- und ausstiegswillige (extrem) rechte Menschen unter der Trägerschaft des CJD. Kurswechsel berät und schult auch Angehörige, Fachkräfte und Multiplikatoren zum Umgang mit (extrem) rechten Menschen und rechtsaffinen Verschwörungsgläubigen[271].

- EXIT Deutschland – Im Jahr 2000 vom ehemaligen Diplom-Kriminalisten und Ex-Kriminaloberrat Bernd Wagner und Ex-Neonazi-Anführer Ingo Hasselbach gegründete Aussteiger-Initiative für ausstiegswillige noch aktive Rechtsextremisten.

- 2009 in Sachsen gegründete Aussteiger-Initiative Projekt 21 II e. V. für ausstiegswillige noch aktive Rechtsextremisten[272]

- Thüringer Beratungsdienst – Ausstieg aus Rechtsextremismus und Gewalt[273]

## Geschichtsprojekte
- Anne Frank Zentrum[274]
- Arbeitsstelle Holocaustliteratur[275]
- Berliner Gesellschaft für Faschismus- und Weltkriegsforschung e. V.[276]
- neben der allgemeinen Arbeit gegen Rechtsextremismus veranstaltet die Bundeszentrale für politische Bildung außerdem seit der sogenannten Holocaust-Konferenz im Iran 2006 im zweijährigen Rhythmus Internationale Holocaust Konferenzen:[277]
  - 2006 Der Holocaust im transnationalen Gedächtnis[278][279]
  - seit 2009 immer vom 27. bis 29. Januar unter dem Titel Internationale Konferenz zur Holocaust-Forschung
  - 2009 Täterforschung im globalen Kontext[280]
  - 2011 Helfer, Retter und Netzwerker des Widerstands[281][282]
  - 2013 Volksgemeinschaft – Ausgrenzungsgemeinschaft. Die Radikalisierung Deutschlands ab 1933[283]
  - 2015 Danach – Der Holocaust als Erfahrungsgeschichte 1945–1949[284]
- Gedenkstätte Deutscher Widerstand
- HiWelt – Historiker*innen für ein weltoffenes Thüringen[285]
- Studienkreis Deutscher Widerstand 1933–1945
- Stiftung Topographie des Terrors[286]
  - Gedenkstättenforum.
- Gegen Vergessen – Für Demokratie e.V.

### Online
- Clio-online[287]
- Gedenkstättenforum[288] Online-Portal mit Veranstaltungs- und Nachrichtenübersicht
- Geschichte der Gegenwart[289]
- H-Soz-Kult[290]
- Infoclio.ch[291]
- Lernen aus der Geschichte[292]

## Preise
- Aktiv für Demokratie und Toleranz
- Band für Mut und Verständigung[293]
- Civis – Europas Medienpreis für Integration der Civis Medienstiftung
- Mete Ekşi Preis
- Paul-Spiegel-Preis für Zivilcourage
- Sächsischer Förderpreis für Demokratie
- Wettbewerb: Die Gelbe Hand
- Wilhelm-Dröscher-Preis (SPD, seit 1982)